# Zabytki w Złotym Stoku

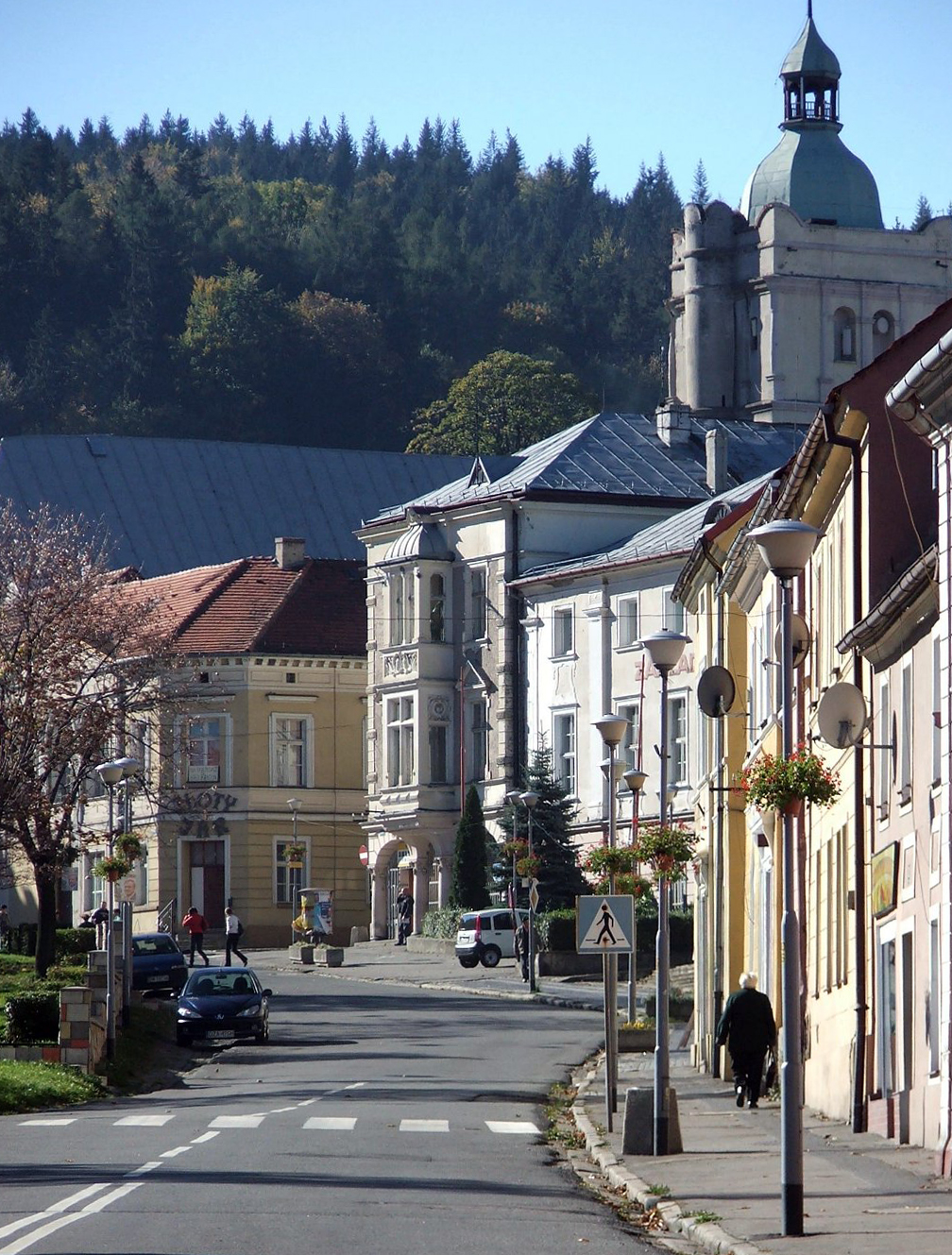
Widok wzdłuż ulicy 3 maja.

Zabytki Złotego Stoku
Zabytki wpisane do wojewódzkiego rejestru zabytków
- dawny kościół św. Barbary, renesansowy, l. 1513-1517, wieża z 1545 r., odbudowany po pożarze w 1638 r., jednonawowy; do 1945 r. ewangelicki, później zamieniony na salę gimnastyczną i zdewastowany
- Kościół Niepokalanego Poczęcia Najświętszej Maryi Panny, neogotycki, z lat 1875-1876, jednonawowy na planie krzyża z wieżą, fasada wykładana kamieniem
- zespół cmentarza ewangelickiego
  - cmentarz ewangelicki, ob. komunalny, 2 poł. XVI, 1869, 1880
  - kościół cmentarny św. Trójcy, gotycki, 1583 r., przebudowywany, z renesansowym portalem
  - mauzoleum rodziny Guttlerów, XIX
- Sztolnia Książęca, ob. Muzeum
- budynek mennicy (później urzędu górniczego), 1520 r., z dachem czterospadowym
- kamienica Fuggerów, barokowa, ok. 1520 r., fasada przebudowana gruntownie po 1638 r.; z charakterystycznym, wysokim szczytem (Rynek 20)
- obszar staromiejski
- kamienica Güttlerów, w stylu neomanieryzmu północnego, 1895 r., z wykuszem i ślepymi arkadami (ul. Wojska Polskiego 2)
- kamienica z XVIII w., neorenesansowa fasada z 1879 r., piwnice gotyckie (Rynek 11)
- budynek hotelu, 1870 r., neoklasycystyczny (ul. Wojska Polskiego 1)
- kamienica klasycystyczna, 1840 r., charakterystyczny portal z dwoma lwami (Wojska Polskiego 3)
- kamienica z XVIII w., neorenesansowa fasada z k. XIX w. z centralnym ryzalitem, zwieńczona herbem miasta (Wojska Polskiego 18a)
- kamienica klasycystyczna z k. XVIII w., przebudowana w XIX i XX w., z centralnym frontonem (Wojska Polskiego 20)
- kamienica z XVIII w., przebudowana w r. 1840 i k. XIX w., o prostej formie klasycystycznej i czterospadowym dachu (Wojska Polskiego 22)
- dom z ok. 1630 r. z zachowanym manierystycznym portalem i dachem naczółkowym (Sudecka 20)

Kamienice w obszarze staromiejskim, nie wymienione w NID
- ratusz, 1801 r., z zachowanymi wcześniejszymi sklepieniami i portalami; budynek o prostej formie klasycystycznej, z mansardowym dachem
- dawny ewangelicki dom parafialny, negotycki, l. 1850-1853, fasada z cegły licowanej (św. Jadwigi 5)
- kompleks budynków mieszkalnych z bramą, neobarokowy, ok. 1860, bogato zdobiony (3 Maja 15)
- pomnik "śpiącego lwa", 1922 r., wystawiony mieszkańcom miasta poległym na frontach I wojny światowej

## Zabytki niezachowane
- Zamek, XIII lub XIV w., zburzony w czasie wojen husyckich, odbudowany w XVI w., zniszczony w czasie wojny trzydziestoletniej, odbudowany w 1722, rozebrany w 1842 r.

- Cesarski Urząd Górniczy, 1484, przebudowany w 1711, rozebrany w 1875 r.